# Szabó Lajos (színművész, 1985)
Szabó Lajos (Hódmezővásárhely, 1985. december 9. –) magyar színész.

## Életpályája
Hódmezővásárhelyen született, 1985. december 9-én. Szülővárosában a Bethlen Gábor Református Gimnáziumban érettségizett. Még középiskolásként irodalmi színpad tagja és saját metál zenekarának frontembere is volt. Színi tanulmányait Cegléden a Patkós Irma Művészeti Iskolában kezdte, majd Békéscsabán a Színitanházban folytatta, ahol Karczag Ferenc illetve Tege Antal voltak osztályvezető tanárai. 2008-ban végzett, azóta a Békéscsabai Jókai Színház tagja, 2011-től színművésze. 2022-2025 között a Színház- és Filmművészeti Egyetem drámainstruktor szakos hallgatója.

## Fontosabb színházi szerepei
- Heltai Jenő: A tündérlaki lányok... Petrencey Gábor
- Sütő András: Egy lócsiszár virágvasárnapja... szereplő
- Hans Christian Andersen – Pozsgai Zsolt – Bornai Tibor: Hókirálynő... szereplő
- Bartus Gyula: Életek árán... Gyöngyösi Attila
- Bartus Gyula: Lovak... Menő
- William Shakespeare: Rómeó és Júlia... Gergely (a Capulet ház szolgája)
- William Shakespeare: Lóvátett lovagok... Longaville, gróf a király kíséretében
- William Shakespeare: Lear király... Burgund hercege
- William Shakespeare: Tévedések vígjátéka... Első kereskedő (Syracusai Antipholus barátja)
- Carlo Goldoni: Chioggiai csetepaté... Altiszt, törvényszéki kézbesítő
- Bertolt Brecht: Állítsátok meg Arturo Uit!... Az ifjabb Dogsborough
- Gulyás Levente – Szente Béla: A kolozsvári bíró... Söndörgöndör (hajdú)
- Gulyás Levente – Koleszár Bazil Péter: Négy évszak... Tavasz
- Békés Pál: Egy kis térzene... Marci
- Farkas Ferenc: Csínom Palkó... Göcs Pista (szegény legény, Kuruc 5)
- Stendhal: Vörös és fekete... Jacques (Julien Sorel testvére)
- Fejes Endre – Presser Gábor: Jó estét nyár, jó estét szerelem... szereplő
- Móra Ferenc – Zalán Tibor: A rab ember fiai... Pista
- Ivan Holub: Javor vitéz... Kosper (kis démon)
- Plautus: A hetvenkedő... Stikker
- Ion Luca Caragiale: Az elveszett levél... Ionescu
- Fazekas Mihály – Zalán Tibor: Lúdas Matyi... Matyi
- Mitch Leigh – Joe Darion - Dale Wassermann: La Mancha lovagja... Kapitány
- Friedrich Dürrenmatt: Az öreg hölgy látogatása... Második polgár
- Georges Feydeau: Bolha a fülbe... Rugby
- Ulrich Hub: Nyolckor a bárkán... Harmadik pingvin
- Szomor György – Román Sándor: Frank Sinatra - A Hang... Nick Sevano; George Evans
- Arany János: Toldi... Valaki 4
- Arni Ibsen: Mennyország... Beggi (Bergsteinn) (Steinunn öccse)
- John Steinbeck: Egerek és emberek... Curley
- Rudyard Kipling – Dés László – Geszti Péter – Békés Pál: A dzsungel könyve... Döglégy
- Molière: A fösvény... Fecske (Cléante inasa)
- Rejtő Jenő – Darvas Benedek – Varró Dániel – Hamvai Kornél: Vesztegzár a Grand Hotelben... Shilling (bostoni tejkrémgyáros)
- Urbán Gyula: Egerek... Márton papa
- Katona József: Bánk bán... az egyik békétlenkedő, köpönyegforgató, haszonleső
- Szurdi Miklós – Szomor György – Valla Attila: Diótörő és Egérkirály... Kintornás, Vak egér
- Móricz Zsigmond – Kocsák Tibor – Miklós Tibor: Légy jó mindhalálig... Rendőr
- Hernyák György – Zalán Tibor – Bakos Árpád: A szegény csizmadia és a Szélkirály... Csizmadia
- Mikó Csaba: Kövérkirály... Király
- Ivan Kušan – Tasnádi István: Balkáni kobra... Adam Zsazsics, rendőrtizedes
- Szép Ernő: Lila ákác... Mínusz
- Anthony Marriott – Alistair Foot: Csak semmi szexet, kérem, angolok vagyunk... Arnold Needham, revizor
- Hedry Mária: A bűvös patkó... Bamburi bohóc
- Kocsák Tibor – Bozsó József: Kukac Kata kalandjai... Vakond
- Pozsgai Zsolt: A Szellemúrnő (Ábránfy Katalin)... Abádi, gyulai katona
- Brestyánszki Boros Rozália: Csörte... Peti hangja
- Maurice Hennequin – Pierre Veber: Törvénytelen randevú... Francois, irodasegéd
- Alan Alexander Milne: Micimackó... Malacka
- Rákosi Viktor – Nemlaha György: Elnémult harangok... Petru
- Robert Bloch – Pozsgai Zsolt: Pszicho – Hommage à Alfred Hitchcock... Sam, Mary vőlegénye
- Tennessee Williams: Macska a forró bádogtetőn... Gooper, Brick bátyja
- David Yazbek: Alul semmi... Ethan Girard, munkanélküli gyári munkás
- Kocsák Tibor – Bozsó József: Kukac Kata kalandjai... Vakond
- Robert James Waller: A szív hídjai... Michael, Francesca fia
- Wass Albert: Tizenhárom almafa... Magyar őr; Diák; Szónok; Tömzsi; Román katona; Valaki
- Pierre Chesnot: Hotel Mimóza... Hans Müller, turista, Heidi férje
- Ken Kesey – Dale Wasserman: Kakukkfészek... Charles Cheswick
- Tamási Áron: Énekes madár... Kömény Móka, fiatal legény
- Nyikolaj Vasziljevics Gogol: A revizor... Hlesztakov

## Filmek, tv
- Csörte – Karaoke sztárbazár (színházi előadás tv-felvétele)

## Rendezés
- Jevgenyij Lvovics Svarc: Hétköznapi csoda (A Békéscsabai Színitanház III. évfolyamos hallgatóinak vizsgaelőadása, 2018)

## Díjai, elismerései
- Békés Megye Színművésze díj (2011) – Ifjú tehetség kategóriában[2]